# Legenda herbowa
Legenda herbowa – oparte na tradycji, często baśniowe czy legendarne wytłumaczenie historii powstania herbu, jego symboliki i nazwy.
Niekiedy oparta bywa na faktach, jednak najczęściej legendy herbowe bywały upiększane przez panegirycznych heraldyków. W polskiej heraldyce, zwłaszcza w XVII – XVIII w. często wiązano pochodzenie herbów ze starożytnym Rzymem lub Sarmatami.
Często legendy objaśniały elementy herbu, przypisując ich pochodzenie udostojnieniu lub uszczerbieniu. Niektóre legendarne zasady heraldyczne są uważane powszechnie za reguły heraldyczne – np. wiązanie koloru tarczy herbowej z okolicznościami nabycia herbu. Według tych zasad czerwone pole tarczy oznacza otrzymanie herbu dzięki zasługom krwi przelanej w boju, błękitne ma oznaczać zasługi dyplomatyczne i urzędnicze, a złote – kupno herbu. Krzyż heraldyczny wśród godeł herbu ma oznaczać pochodzenie posiadacza z ochrzczonej rodziny żydowskiej.
Przykłady legend herbowych możemy znaleźć w większości dawnych herbarzy – np. Bartosza Paprockiego "Herbach Rycerstwa Polskiego" czy Kacpra Niesieckiego "Herbarzu Polskim" i w literaturze pięknej, np. w trylogii Henryka Sienkiewicza. Wiele legend herbowych akcentowało wartości patriotyczne i służyło podbudowaniu moralnemu, zwłaszcza w okresie rozbiorów.
Legendy herbowe nie są wyłącznie polską specjalnością, funkcjonują we wszystkich krajach gdzie używane są herby, stanowiąc część folkloru i tradycji historycznej.